# Emun Elliott
Emun Elliott (Edimburgo, 28 novembre 1983) è un attore britannico.

## Biografia
Nato ad Edimburgo da padre di origine iraniana e madre britannica, è cresciuto a Duddingston (Portobello) e ha frequentato per un anno il corso di letteratura inglese e lingua francese all'Università di Aberdeen. Abbandonata l'università, si è iscritto alla Royal Scottish Academy of Music and Drama, diplomandosi nel 2005.
Tra i principali film in cui ha recitato si ricordano Black Death (2010) e Prometheus (2012). In televisione è noto per i ruoli del dottor Christian King in Paradox, di Richie in Threesome e di John Moray in The Paradise. Nel 2011 è apparso nella prima stagione della serie televisiva HBO Il Trono di Spade (Game of Thrones) nel ruolo del cantastorie Marillion.
Attivo anche in campo teatrale, ha recitato a Broadway con Marisa Tomei ne La rosa tatuata (2019) e con Saoirse Ronan in Macbeth all'Almeida Theatre di Londra (2021).

## Filmografia

### Cinema
- The Clan, regia di Lee Hutcheon (2009)
- Black Death - ...un viaggio all'inferno (Black Death), regia di Christopher Smith (2010)
- Prometheus, regia di Ridley Scott (2012)
- Strawberry Fields, regia di Frances Lea (2012)
- Filth, regia di Jon S. Baird (2013)
- Exodus - Dei e re (Exodus: Gods and Kings), regia di Ridley Scott (2014)
- Scottish Mussel, regia di Talulah Riley (2015)
- Star Wars - Il risveglio della Forza, regia di J. J. Abrams (2015)
- 6 Days, regia di Toa Fraser (2016)
- Il segreto delle api (Tell It to the Bees), regia di Annabel Jankel (2018)
- Old, regia di M. Night Shyamalan (2021)

### Televisione
- Monarch of the Glen – serie TV, 1 episodio (2005)
- Feel the Force – serie TV, 6 episodi (2006)
- Afterlife - Oltre la vita (Afterlife) – serie TV, 1 episodio (2006)
- Paradox – serie TV, 5 episodi (2009)
- L'ispettore Gently (Inspector George Gently) – serie TV, 1 episodio (2010)
- Lip Service – serie TV, 8 episodi (2010-2012)
- Vera – serie TV, 1 episodio (2011)
- Il Trono di Spade (Game of Thrones) – serie TV, stagione 1, 4 episodi (2011)
- Threesome – serie TV, 14 episodi (2011-2012)
- Falcón – serie TV, 1 episodio (2012)
- Labyrinth – miniserie TV, 2 episodi (2012)
- Rubenesque – film TV (2012)
- The Paradise – serie TV, 16 episodi (2012-2013)
- Jonathan Creek – serie TV, 1 episodio (2016)
- Clique – serie TV, 6 episodi (2017)
- Trust Me – serie TV, 4 episodi (2017)